# Хадла Маргрет Аурнадоттир
Хадла Маргрет Аурнадоттир (исл. Halla Margrét Árnadóttir; род. 1964 в Рейкьявике) — исландская певица, представительница Исландии на конкурсе песни Евровидение 1987.

## Биография
Певица начала свою музыкальную карьеру в 1984. В 1987 она выиграла национальный отбор на конкурс Евровидение с песней «Hægt og hljótt» (рус. Медленно и тихо). На самом песенном конкурсе выступление прошло малоудачно: набрав всего 28 баллов, она финишировала шестнадцатой.
После участия на Евровидении Хадла начала карьеру оперной певицы. В настоящее время она живёт в Италии.